# Raikoke
Raikoke (russisch Остров Райкоке; japanisch 雷公計島, Raikoke-tō) ist eine kleine unbewohnte Vulkaninsel im zentralen Bereich der Kurilen. Sie liegt etwa 20 Kilometer nördlich der Insel Matua und gehört administrativ zur russischen Oblast Sachalin.
Raikoke ist eine annähernd runde Insel mit einem Durchmesser von 2,5 Kilometer und einer Fläche von 4,6 km². Sie wird von einem aktiven Schichtvulkan gleichen Namens gebildet, der sich steil aus dem Ozean auf eine Höhe von 551 Metern erhebt. Der Vulkankrater hat eine Tiefe von 200 Metern bei einem Durchmesser von 700 Metern. Bei einem Ausbruch der Stärke vier auf dem Vulkanexplosivitätsindex (VEI) im Jahr 1778 wurden 15 Menschen durch vulkanische Bomben erschlagen. Bei dem Ausbruch soll das obere Drittel des Vulkans zerstört worden sein. Der Ausbruch von 1924 hatte ebenfalls die Stärke vier. Am Morgen des 22. Juni 2019 kam es zu einer plinianischen Eruption mit einer 17 Kilometer hohen Aschewolke.
Die Insel beherbergt innerhalb der Kurilen eine der fünf Kolonien des Stellerschen Seelöwen (Eumetopias jubatus) sowie eine der größten Populationen des Eissturmvogels (Fulmarus glacialis).